# إيهود باراك
إيهود باراك (بالعبرية: אהוד ברק‏) (12 فبراير 1942 -)، سياسي إسرائيلي وكان عاشر رئيس وزراء لإسرائيل ووزير الدفاع من 1999 إلى 2001 ثم تولى مرة أخرى وزارة الدفاع من 2007 حتى 2013. رأس إيهود باراك حزب العمل الإسرائيلي من 2009 وحتى 2013.
انضم باراك للجيش الإسرائيلي في عام 1959 وخدم فيه لفترة 35 سنة ارتقى خلالها إلى أعلى منصب في الجيش الإسرائيلي (عميد). وقام الجيش الإسرائيلي بتقديم ميدالية «الخدمة المميزة» لباراك، كما حصل على شهادات في الشجاعة والأداء المميّز. وخلال فترة الخدمة بالجيش، عمل باراك لمتابعة التحصيل العلمي فقد حصل على شهادة من الجامعة العبرية في القدس وأخرى من جامعة «ستانفورد».
عمل كوزير للداخلية عام 1995 ووزيراً للخارجية بين الأعوام 1995 إلى 1996. وفي عام 1996، حصل باراك على مقعد في الكنيست الإسرائيلي حيث شارك في اللجان الخارجية والدّفاعية. وفي نفس العام، تمكّن باراك من رئاسة حزب العمل الإسرائيلي. في 17 مايو 1999 تمكّن باراك من الفوز برئاسة الوزارة الإسرائيلية وقد أتمّ فترة رئاسته لغاية 7 مارس 2001 عندما خسر في الانتخابات الاستثنائية لغريمه «ارئيل شارون». ونذكر أهم الأحداث التي تخللت فترة باراك لرئاسة الوزارة وتميّز بعضها بالجدل:
- تشكيل حكومة تآلف مع حزب شاس المتدين بعد أن وصف باراك الأحزاب الدينية بالفاسدة.
- تخلّي حزب «ميريتز» عن حكومة باراك الائتلافية بعد اختلاف ميريتز مع باراك في صلاحية نائب رئيس الوزراء والذي شغلة حزب شاس المتدين.
- شارك في قتل المناضلة العربية الفلسطينية دلال المغربي

- الانسحاب من جنوب لبنان.
- اختطاف 3 عناصر من الجيش الإسرائيلي على يد حزب الله.
- التفاوض السلمي مع سوريا.
- المصادقة على قانون إعفاء اليهود المتدينين من الخدمة الإلزامية.
- فشل قمّة كامب ديفيد 2000 والتي من شأنها التوفيق بين الإسرائيليين والفلسطينيين.
- انطلاق انتفاضة الأقصى.
- قتل 13 من الإسرائيليين العرب على يد الشرطة الإسرائيلية.

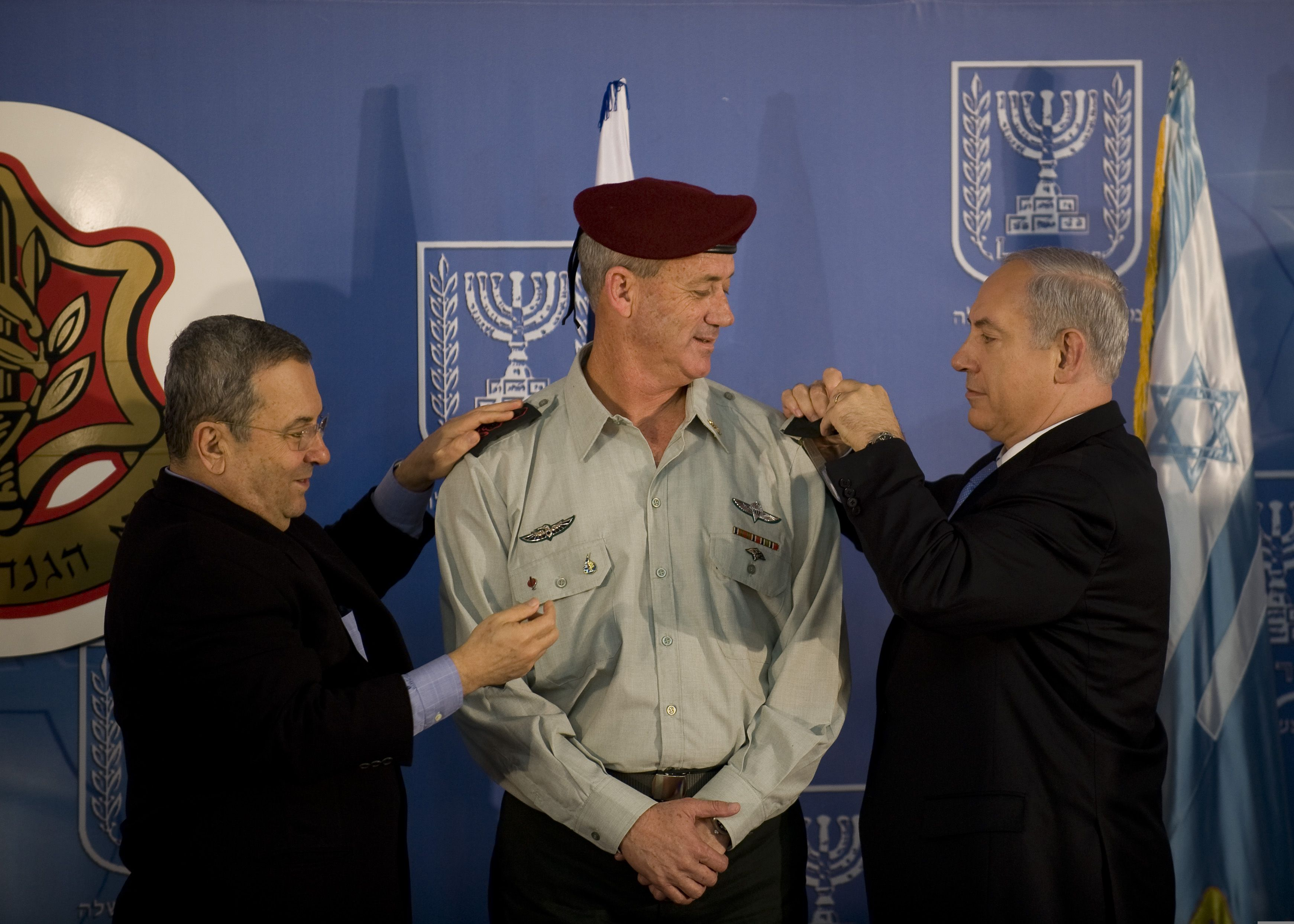
رئيس الحكومة الإسرائيلية بنيامين نتنياهو ووزير الدفاع الإسرائيلي إيهود باراك لحظة ترقية بيني غانتس إلى رتبة جنرال

## عائلته والنشأة
ولد إيهود باراك في كيبوتس مشمار هشارون في فلسطين الانتدابية آنذاك. وهو الابن الأكبر بين أربعة أبناء، والداه هم لإستير (25 يونيو 1914 - 12 أغسطس 2013) ويسرائيل مندل بروغ (24 أغسطس 1910 - 8 فبراير 2002).[بحاجة لمصدر]
مات أجداده من للأب، فريدا وروفين بروغ، في بوشالوتاس (بوشيلات) في شمال ليتوانيا (التي كانت تحكمها الإمبراطورية الروسية آنذاك) في عام 1912، تاركين والده يتيمًا في الثانية من عمره. توفي أجداده للأم، إلكا وشموئيل جودين، في معسكر تريبلينكا.[بحاجة لمصدر]
قام إيهود بتحويل اسم عائلته من "بروغ" إلى "باراك" في عام 1972. وأثناء خدمته العسكرية التقى بزوجته المستقبلية (نافا باراك زينغر 8 أبريل 1947 في طبريا). أنجبا ثلاث بنات: ميشال ( 1970)، ياعيل (1974) وعنات ( 1981). وله أحفاد. طلق باراك نافا في أغسطس 2003. وفي 30 يوليو 2007، تزوج باراك من نيلي برئيل (25 أبريل 1944) في حفل صغير في منزله الخاص.
حصل باراك على درجة البكالوريوس في الفيزياء والرياضيات من الجامعة العبرية في القدس عام 1968، ودرجة الماجستير في النظم الهندسية والاقتصادية عام 1978 من جامعة ستانفورد في اليفورنيا.[بحاجة لمصدر]

## روابط خارجية
- إيهود باراك على موقع IMDb (الإنجليزية)
- إيهود باراك على موقع الموسوعة البريطانية (الإنجليزية)
- إيهود باراك على موقع مونزينجر (الألمانية)
- إيهود باراك على موقع إن إن دي بي (الإنجليزية)
- إيهود باراك على موقع قاعدة بيانات الفيلم (الإنجليزية)